# Hnojice
Hnojice (en allemand : Gnoitz) est une commune du district et de la région d'Olomouc, en République tchèque. Sa population s'élevait à 653 habitants en 2023.

## Géographie
Hnojice se trouve à 6 km à l'ouest-sud-ouest de Šternberk, à 14 km au nord-nord-est d'Olomouc, à 71 km à l'ouest d'Ostrava et à 209 km à l'est-sud-est de Prague.
La commune est limitée par Újezd, Mladějovice et Babice au nord, par Lužice à l'est, par Štěpánov au sud, et par Liboš au sud-ouest et à l'ouest, et par Žerotín à l'ouest.

## Histoire
La première mention écrite de la localité date de 1131.

## Galerie

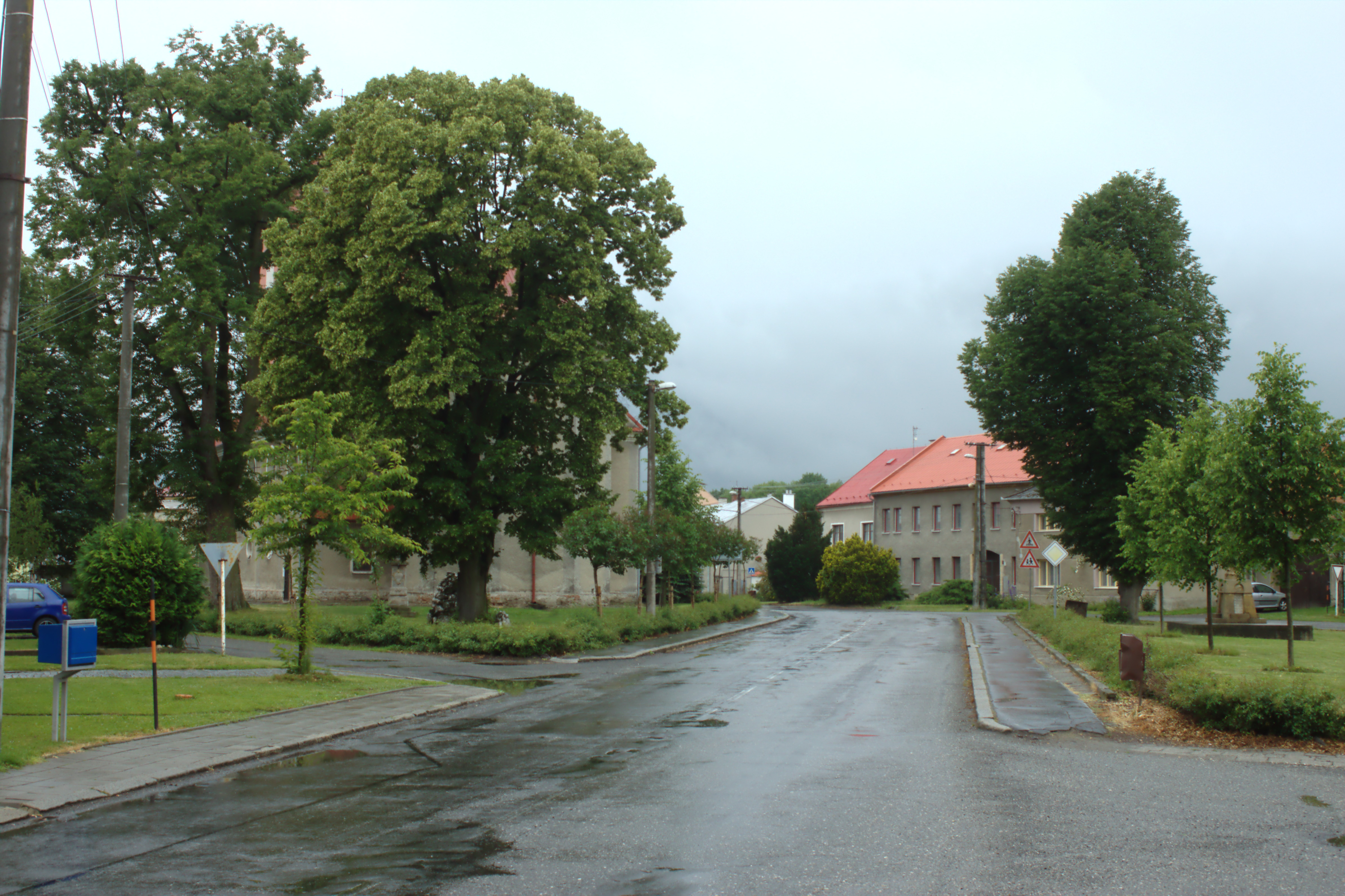
Centre de Hnojice.
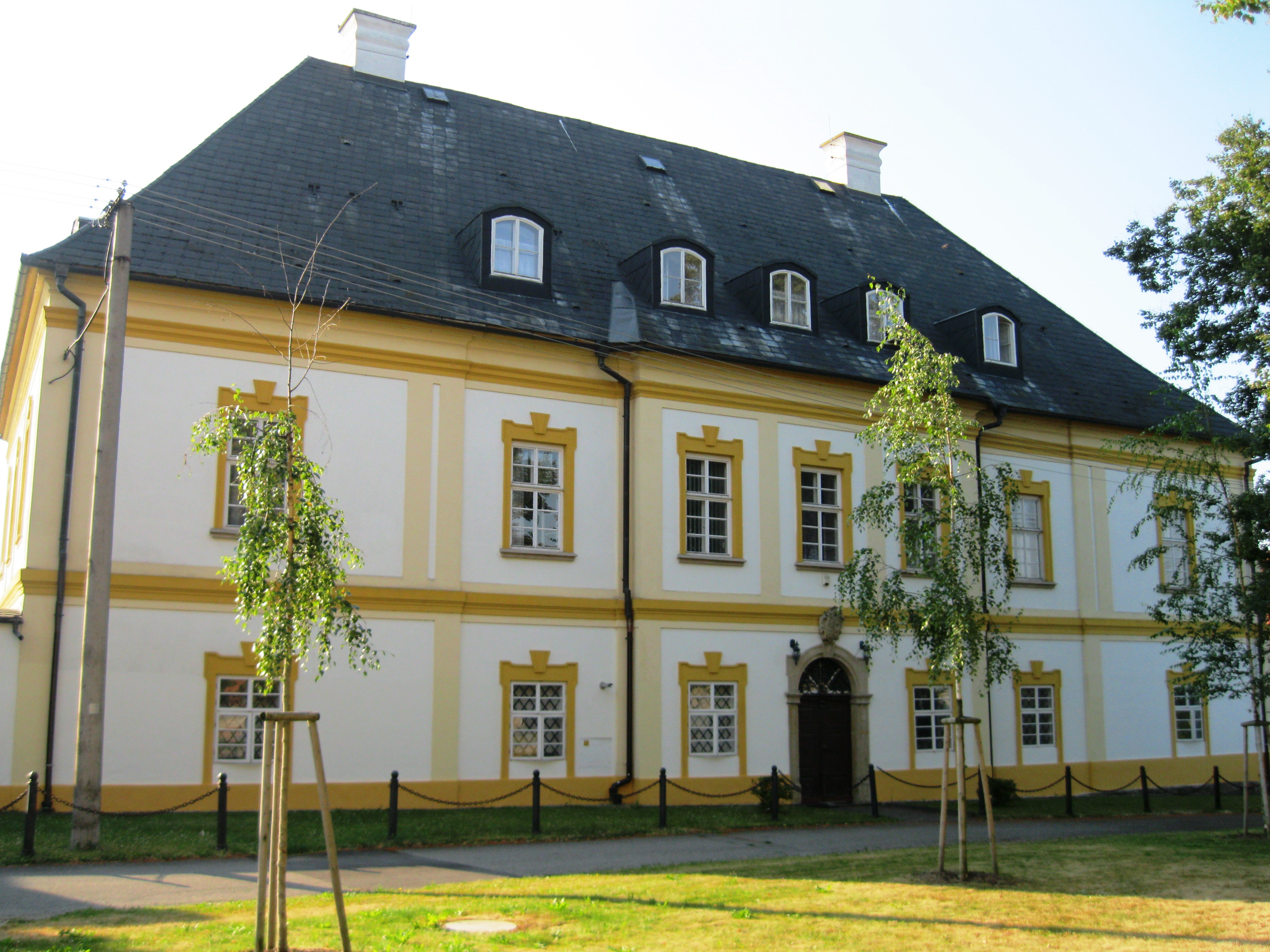
Presbytère à Hnojice.

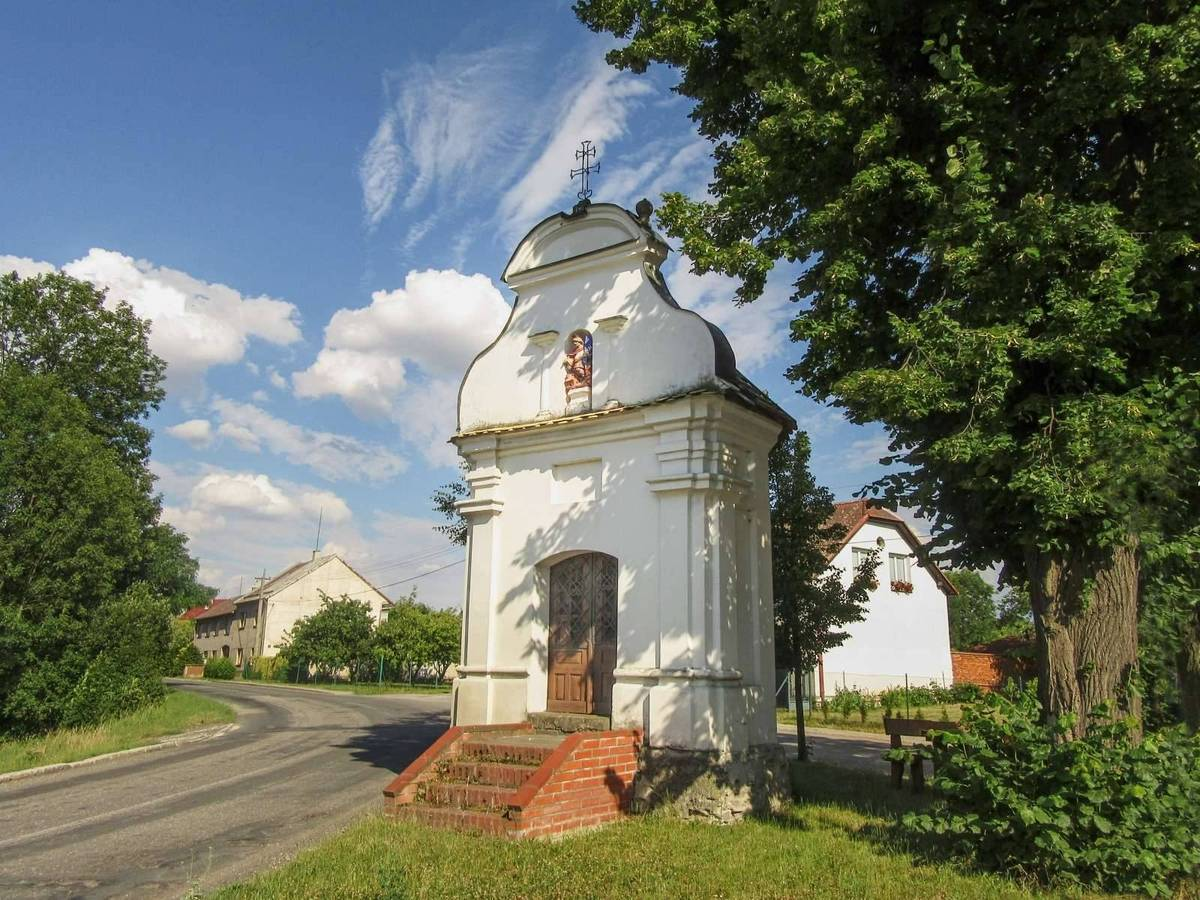
Chapelle Saint-Florian.

## Transports
Par la route, Hnojice se trouve à 6,7 km de Šternberk, à 16 km d'Olomouc et à 241 km de Prague.